# Asado castellano

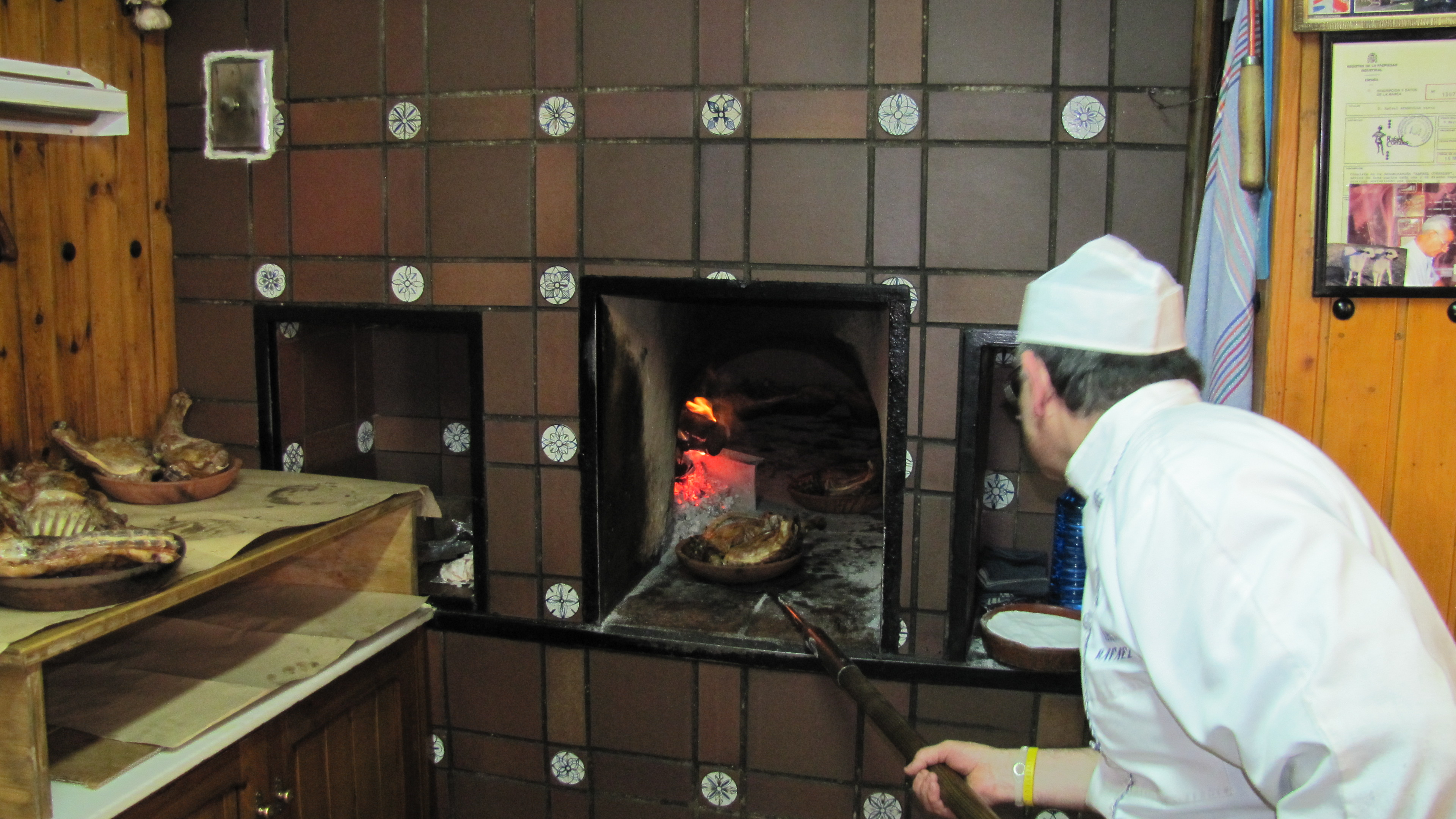
El horno de leña es la pieza fundamental en el asado castellano, Aranda de Duero.

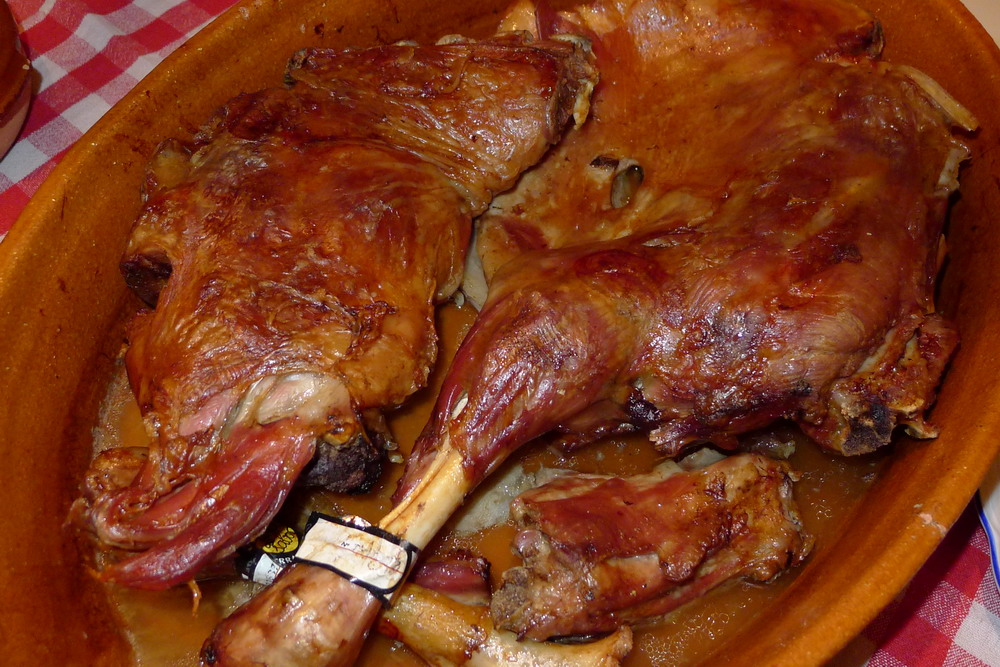
Plato de lechazo asado.

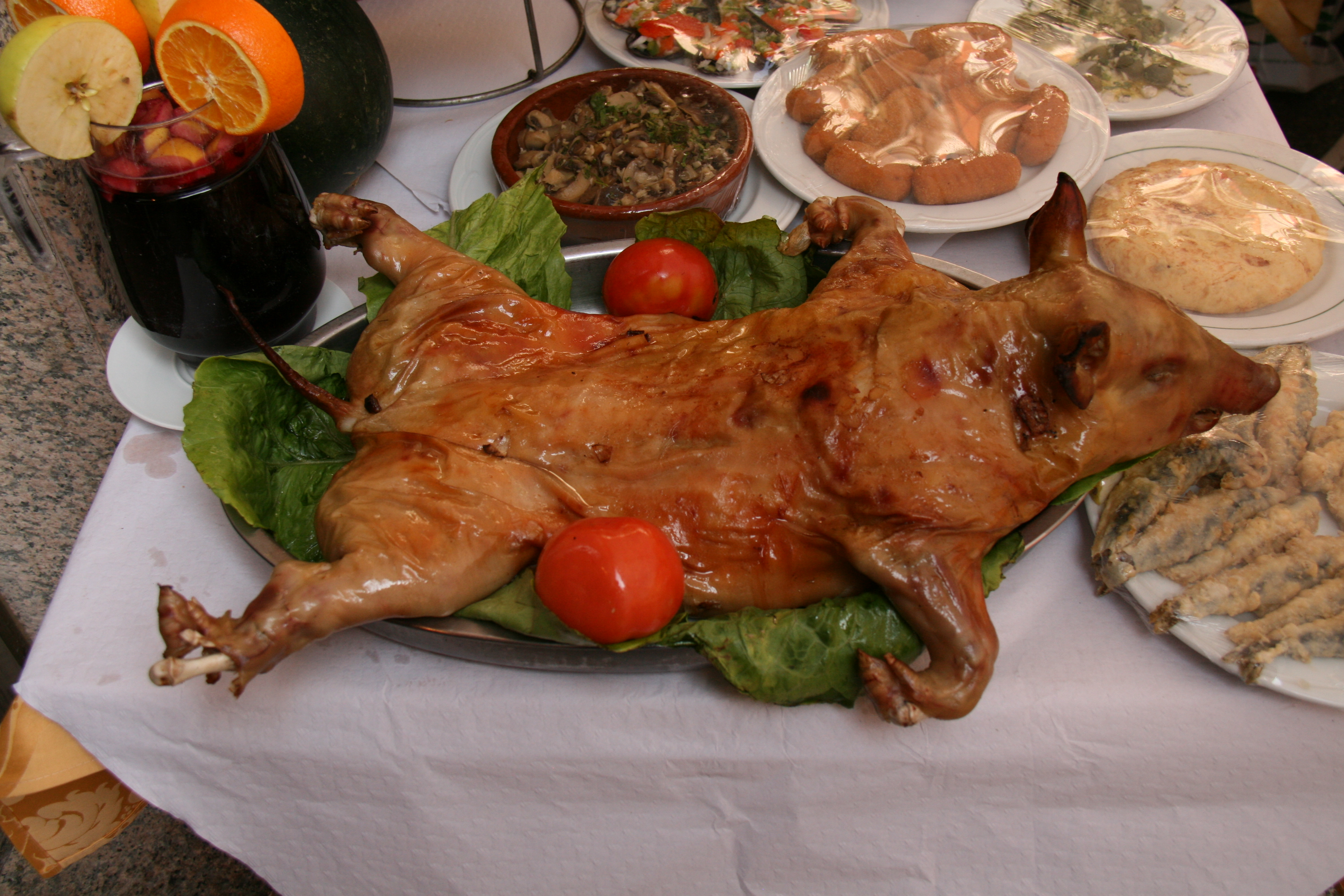
Cochinillo asado al estilo castellano, ofrecido en un típico menú turístico.

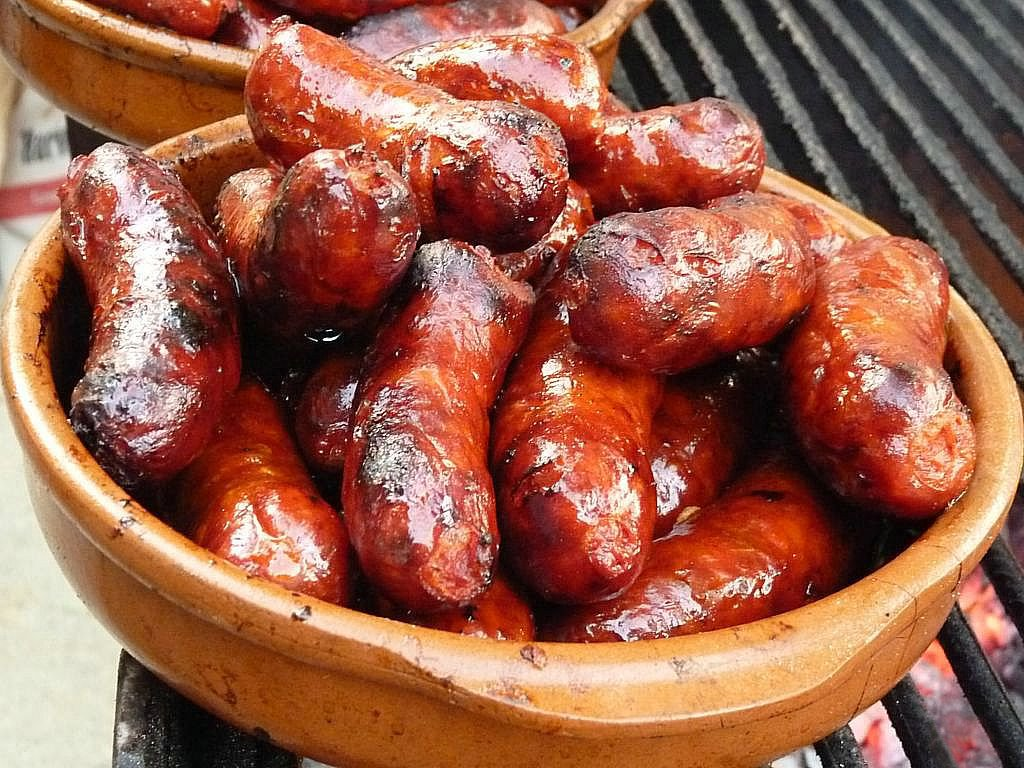
Chorizos asados en cazuela de barro.

El asado castellano es una preparación culinaria en forma de asado de carnes y embutidos tradicional en la cocina castellana (España). Es una preparación tan típica de la zona de Castilla que es tomada como símbolo de su gastronomía. Se caracteriza por el empleo del horno, tradicionalmente de barro o adobe, que utiliza como combustible, leña de encina o roble. Y de poner la carne a asar en el interior de un recipiente construido con un material refractario, que tradicionalmente consiste en una cazuela de barro. Algunas provincias (como Segovia, Burgos y Soria) son muy populares en el asado de cordero lechal (lechazo asado). Siendo popular en ciudades como Madrid donde se sirve en algunos de los hornos de sus afamados mesones.

## Historia
Se desconoce los orígenes de esta preparación culinaria, pero es conocido que los romanos introdujeron mejoras  en el uso y tecnología del horno en la península ibérica, bien sea en la industria como en la elaboración del pan. El cordero suele ser alimento de pueblos nómadas. Se sirve en el siglo XVIII y XIX en las posadas y ventas de los caminos de Castilla. Alejandro Dumas ya describe la abundancia del cordero en estas tierras cuando viaja. Ya en pleno siglo XX se hace popular por el turismo el mesonero Cándido, que al hacerse propietario en Segovia del Mesón del Azoguejo en 1931 se hace popular por cocinar el cochinillo asado en el que será denominado a partir de entonces como Mesón Cándido. Popularizando no sólo el asado de cochinillo sino su forma particular de trincharlo con platos.

## Características
Los ingredientes corresponden a carnes de crías que habitualmente suelen prepararse en los días festivos. Uno de los elementos más importantes es el horno donde se prepara el asado. Los ingredientes suelen ser pocos, por regla general: perejil, ajo, cebolla y tomillo. Úntese con la manteca, sal y pimentón.

### Horno
El principal instrumento del asado castellano es el horno, suelen emplearse hornos romanos o de panadero. El material de las paredes del horno suele ser de ladrillo, o de adobe. En ningún caso aconsejan ladrillo refractario ya que acelera el proceso de asado, no dejando el buen punto de hechura. El piso se suele elaborar con baldosas de barro colocadas sobre arena.

## Zonas
Algunos autores definen en España la zona de asados en el centro mesetario, tierras de pastoreo. Se suele emplear en ciertas provincias de Castilla y León para elaborar el cochinillo asado (denominado también tostón asado), de pequeñas crías del cerdo de tres semanas, sin que puedan retozar, alimentados de la leche de su madre. Su preparación se hace bien en un área geográfica denominada el triángulo del tostón y comprende con sus vértices a las poblaciones de: Arévalo-Segovia-Peñaranda de Bracamonte. Se sirve igualmente en Madrid, en mesones tradicionales como Casa Botín.
El lechazo asado (procedente de variedades autóctonas como puede ser el lechazo de Castilla y León) en algunos municipios de la provincia de Segovia como puede ser Sepúlveda, Riaza, Pedraza de la Sierra, Turégano. En la provincia de Burgos es el plato fundamental de localidades como Aranda de Duero, en la que el Asador Rafael Corrales ya fue fundado en 1902, o la villa ducal de Lerma, en la que el mesón Casa Antón, es probable que sea el establecimiento más antiguo de la provincia.